# Forêts d'altitude de Knysna et Amatole
Localisation
L'écorégion des forêts d'altitude de Knysna et Amatole, en Afrique du Sud, fait partie du biome des forêts décidues humides tropicales et subtropicales. C'est une zone d'afromontane couvrant 3 100 km2 dans les provinces du Cap-Oriental et du Cap-Occidental.

## Situation
L'écorégion, la plus petite d'Afrique du Sud, couvre deux zones séparées, qui font partie de l'« archipel d'afromontane ». La forêt de Knysna s'étend, le long de la côte sud de l'Afrique du Sud, entre le 22e et le 25e méridien à hauteur du 34e parallèle, dans une région appelée la Route des Jardins. La forêt d'Amathole (ou Amatole), quant à elle, se situe dans les montagnes d'Amathole, plus à l'intérieur des terres, à environ 400 kilomètres à l'est-nord-est de la forêt de Knysna.
Le climat est de type océanique/subtropical humide (« Cfb » dans la classification de Köppen). Les précipitations ont lieu tout au long de l'année ; elles s'étagent entre 525 et 1 220 mm/an dans la forêt de Knysna, et entre 750 et 1 500 mm/an dans la forêt d'Amathole.

## Flore
Les arbres sont tropicaux et représentatifs de l'afromontane : Olea capensis (olivier du Cap), Ocotea bullata, Afrocarpus falcatus, Podocarpus latifolius, Ilex mitis, Apodytes dimidiata, Rapanea melanophloeos, Cassine peragua, Ochna arborea, Curtisia dentata, Gonioma kamassi, Platylophus trifoliatus, Cunonia capensis…

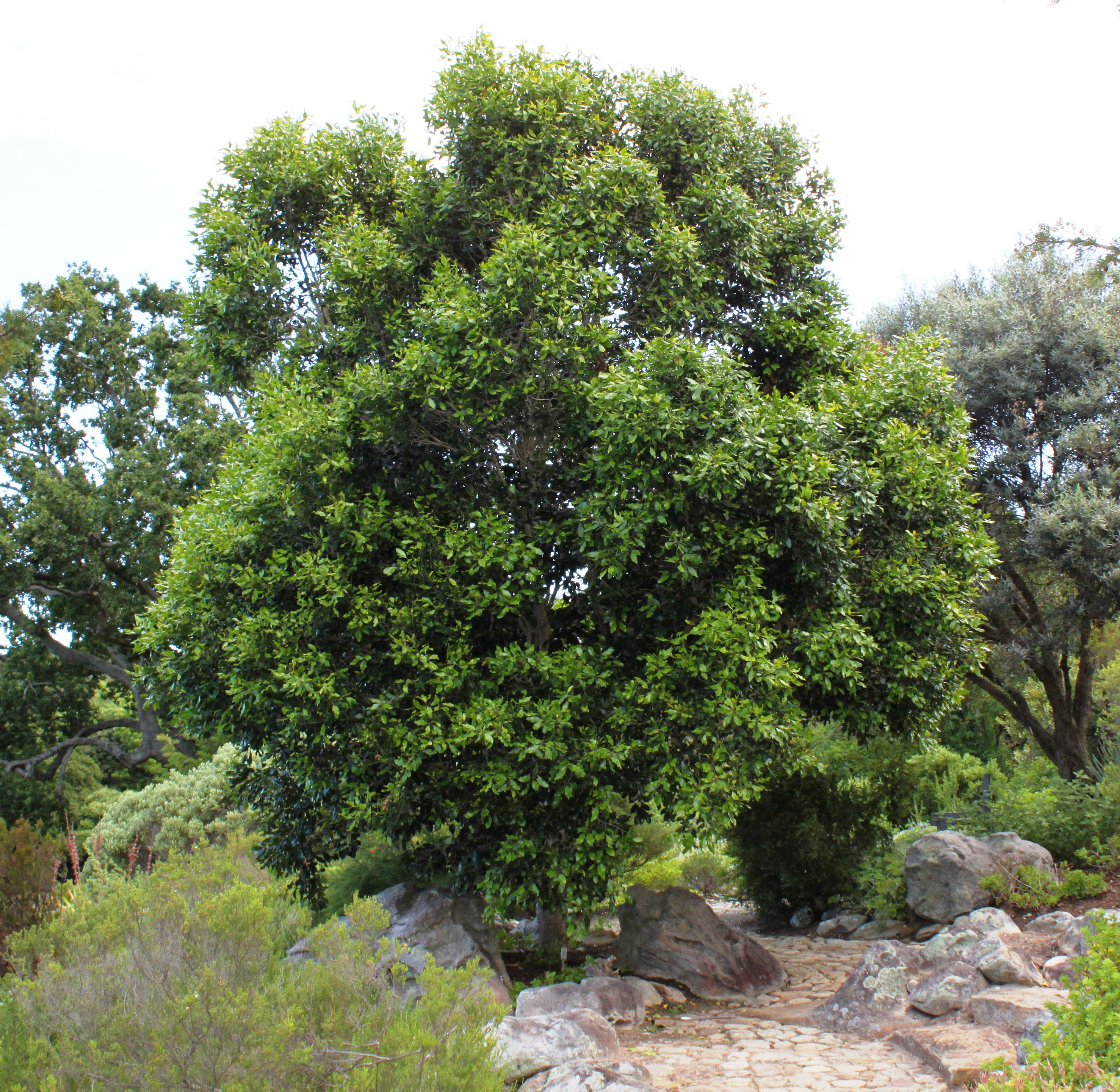
Olea capensis (olivier du Cap)
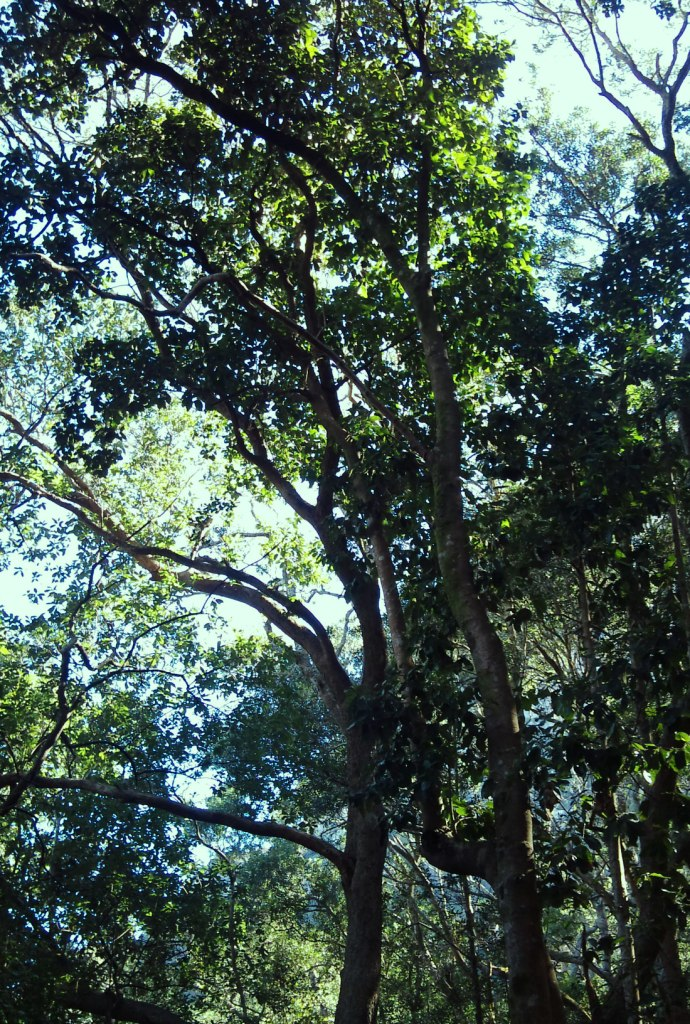
Ocotea bullata
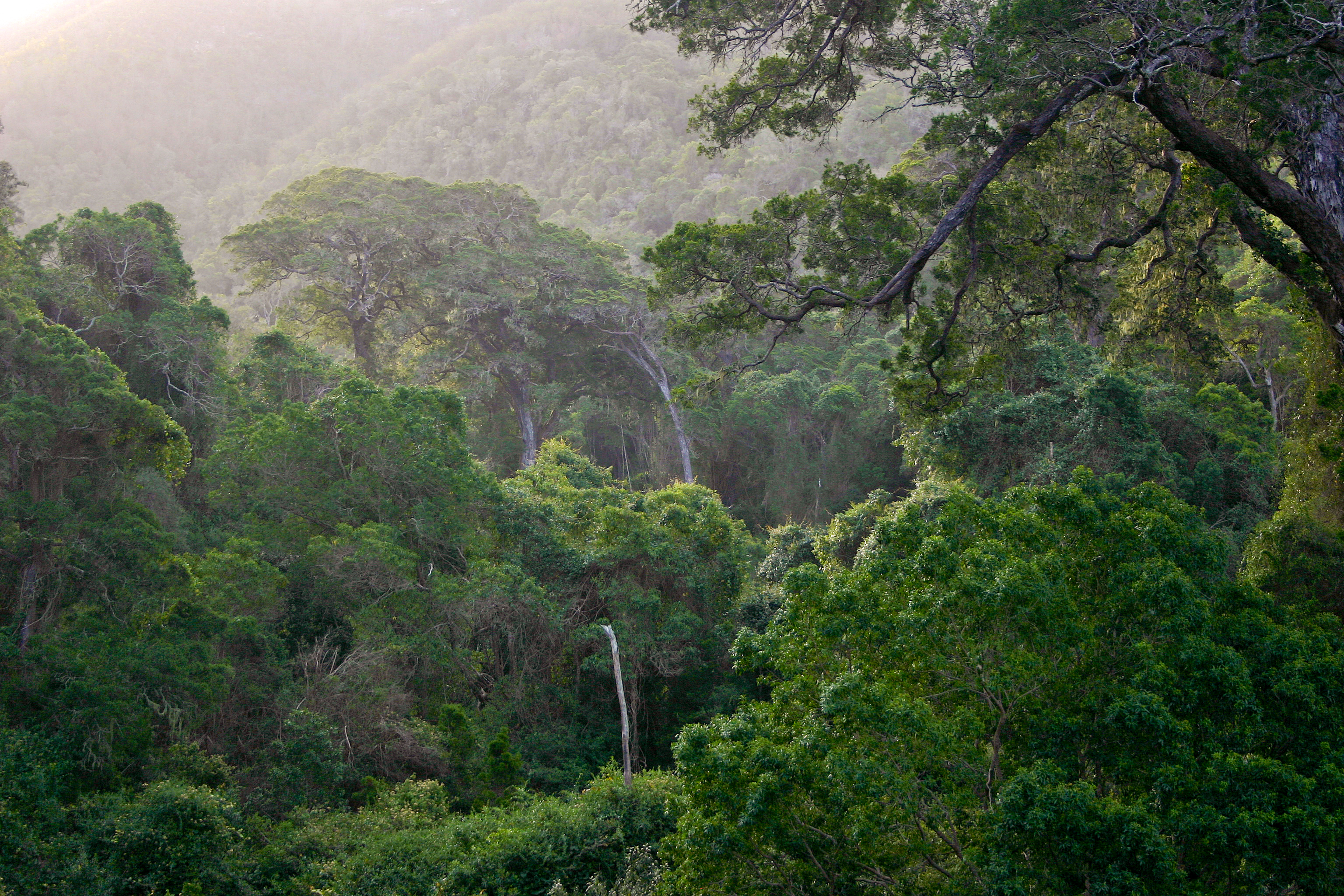
Afrocarpus falcatus
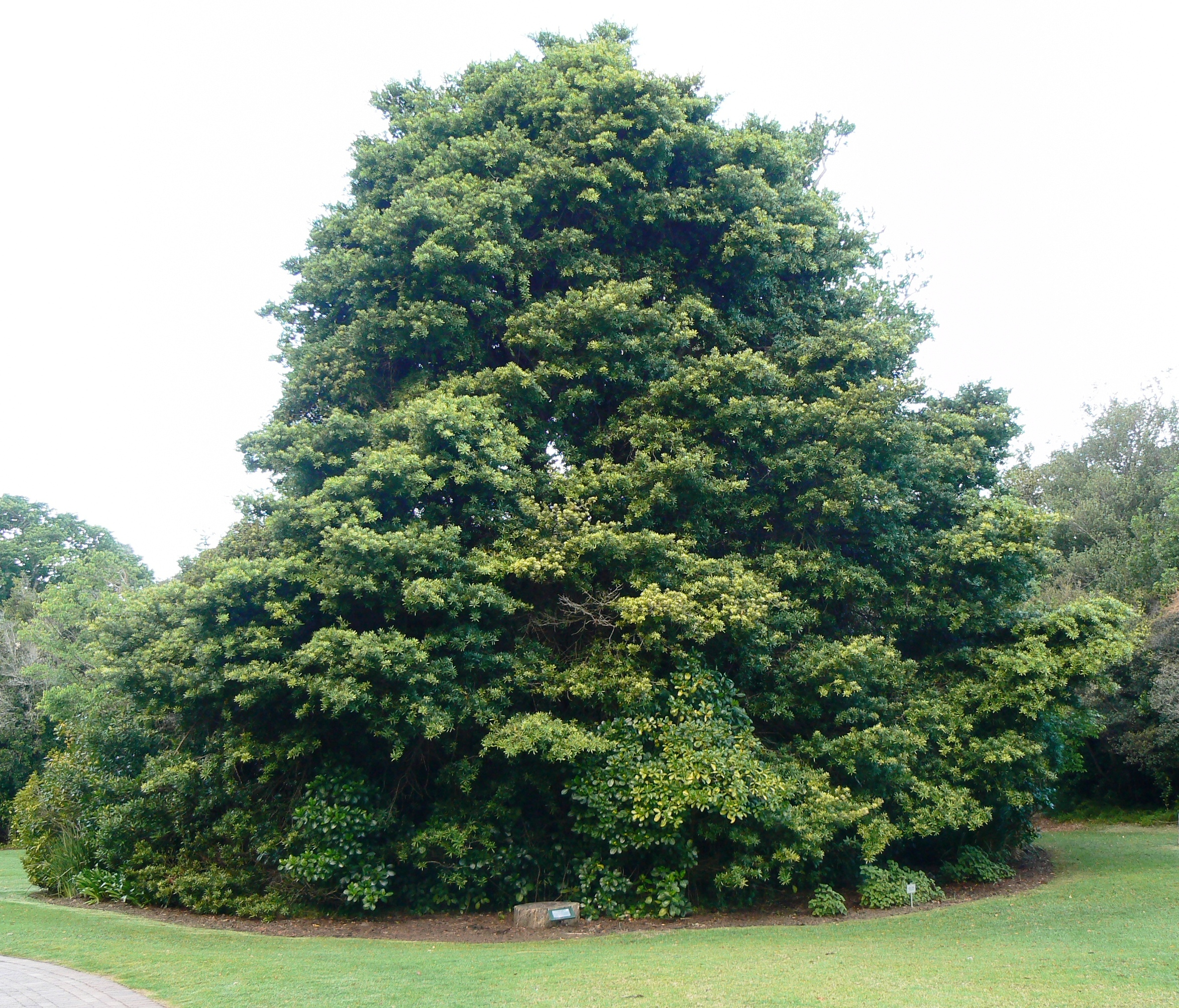
Podocarpus latifolius
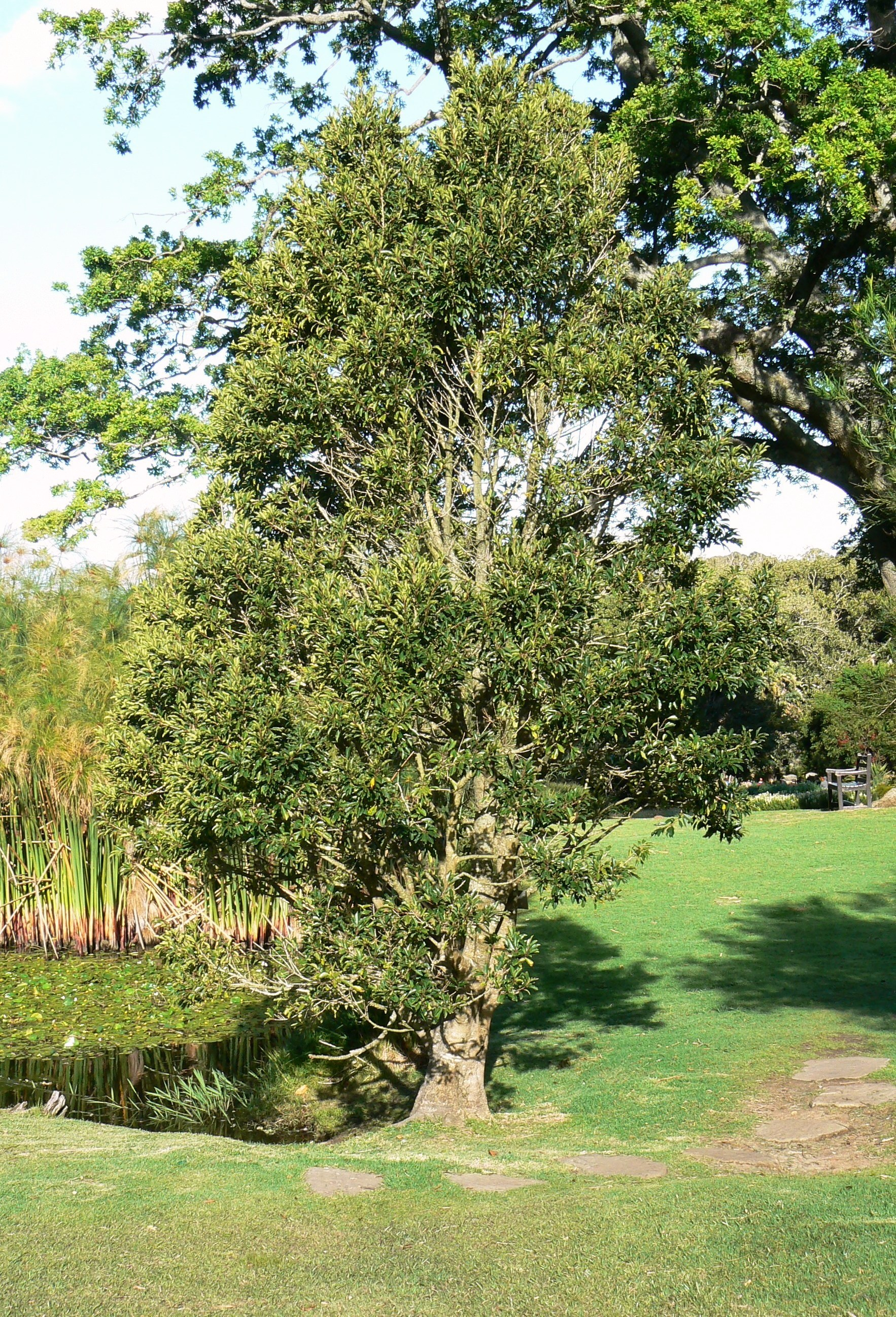
Ilex mitis
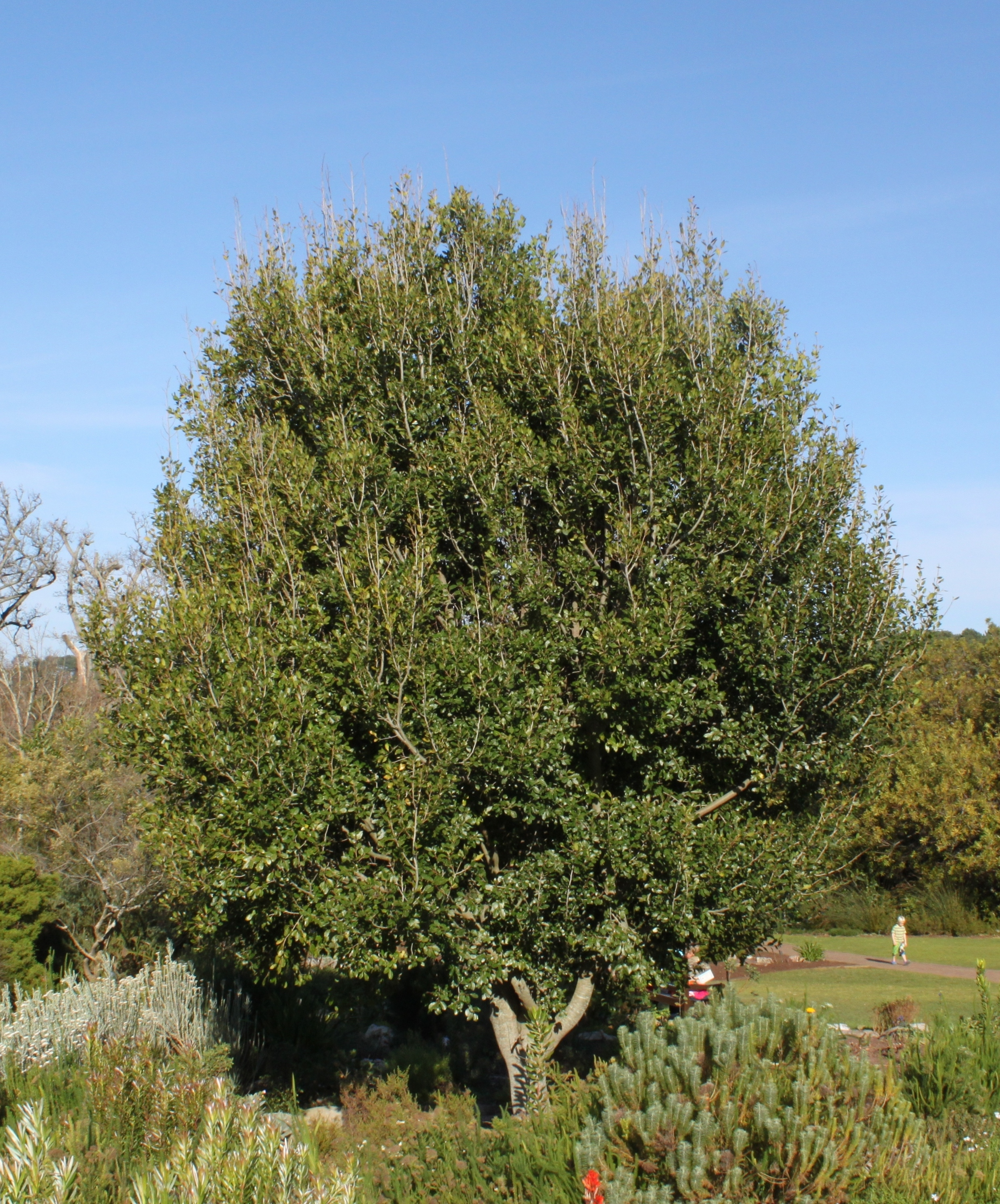
Apodytes dimidiata
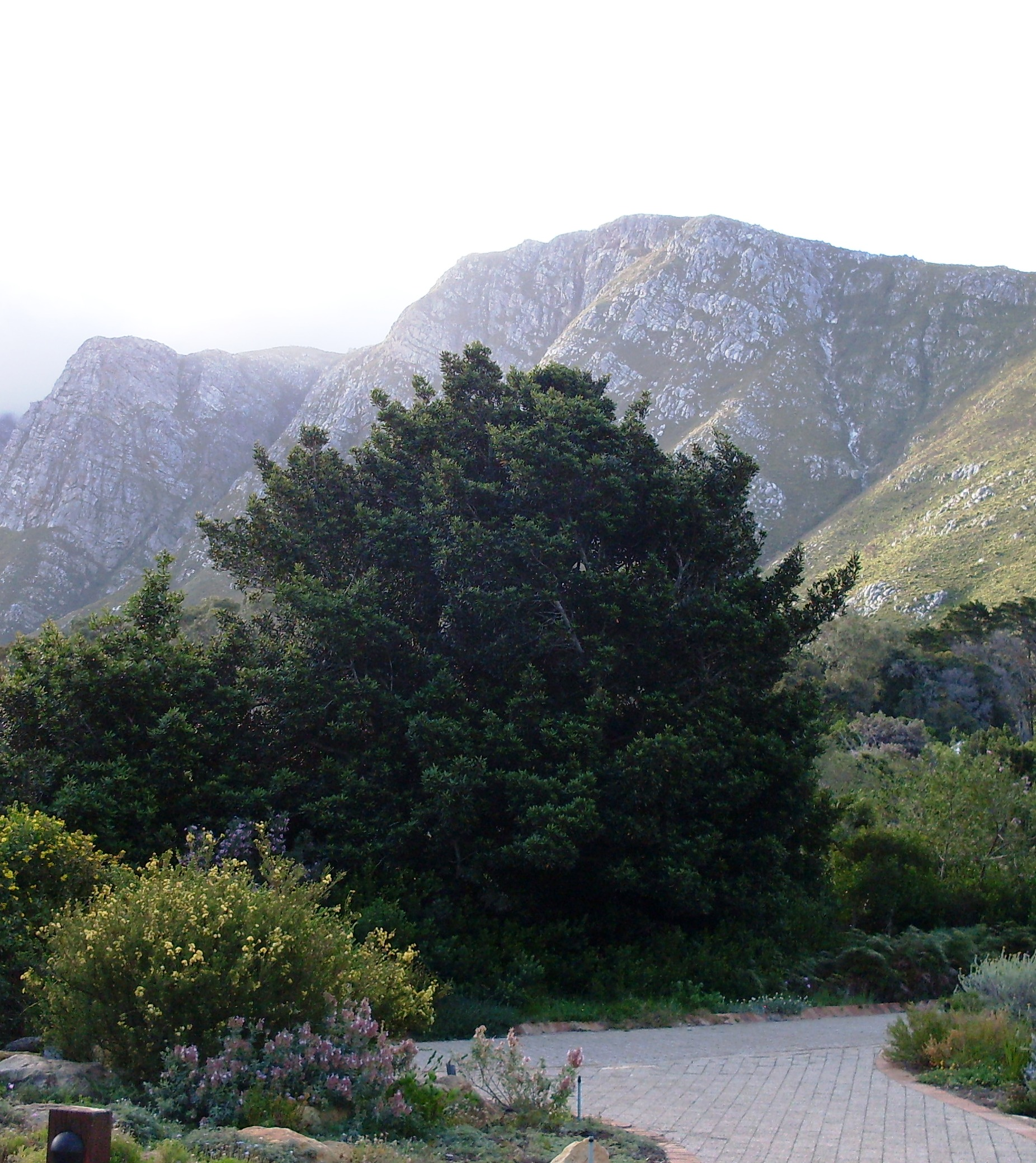
Rapanea melanophloeos
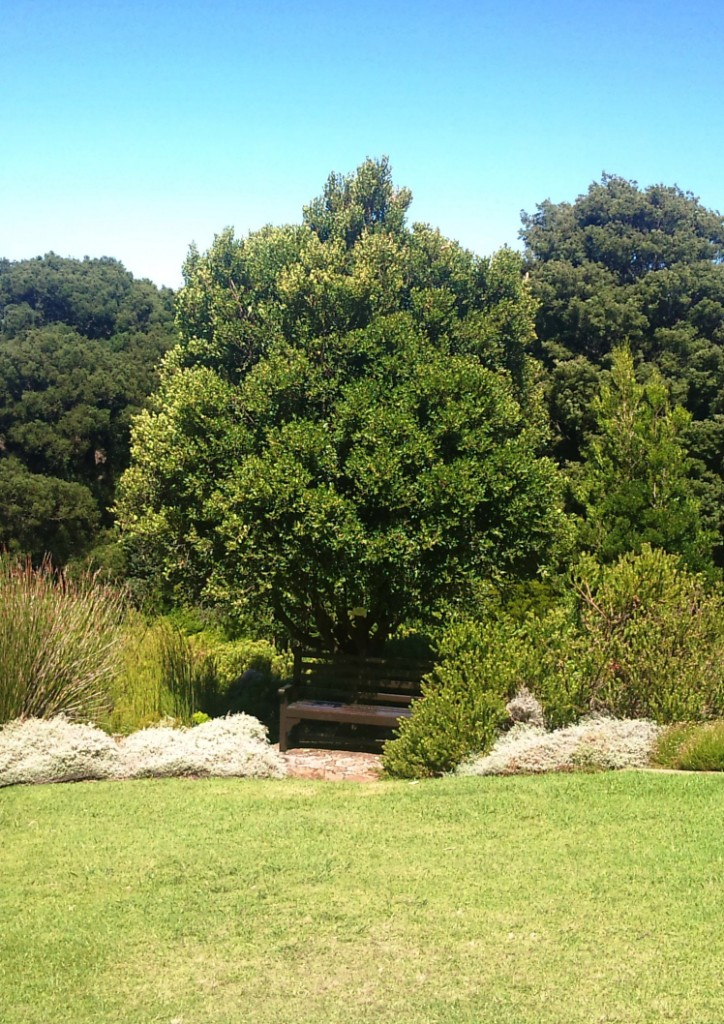
Cassine peragua
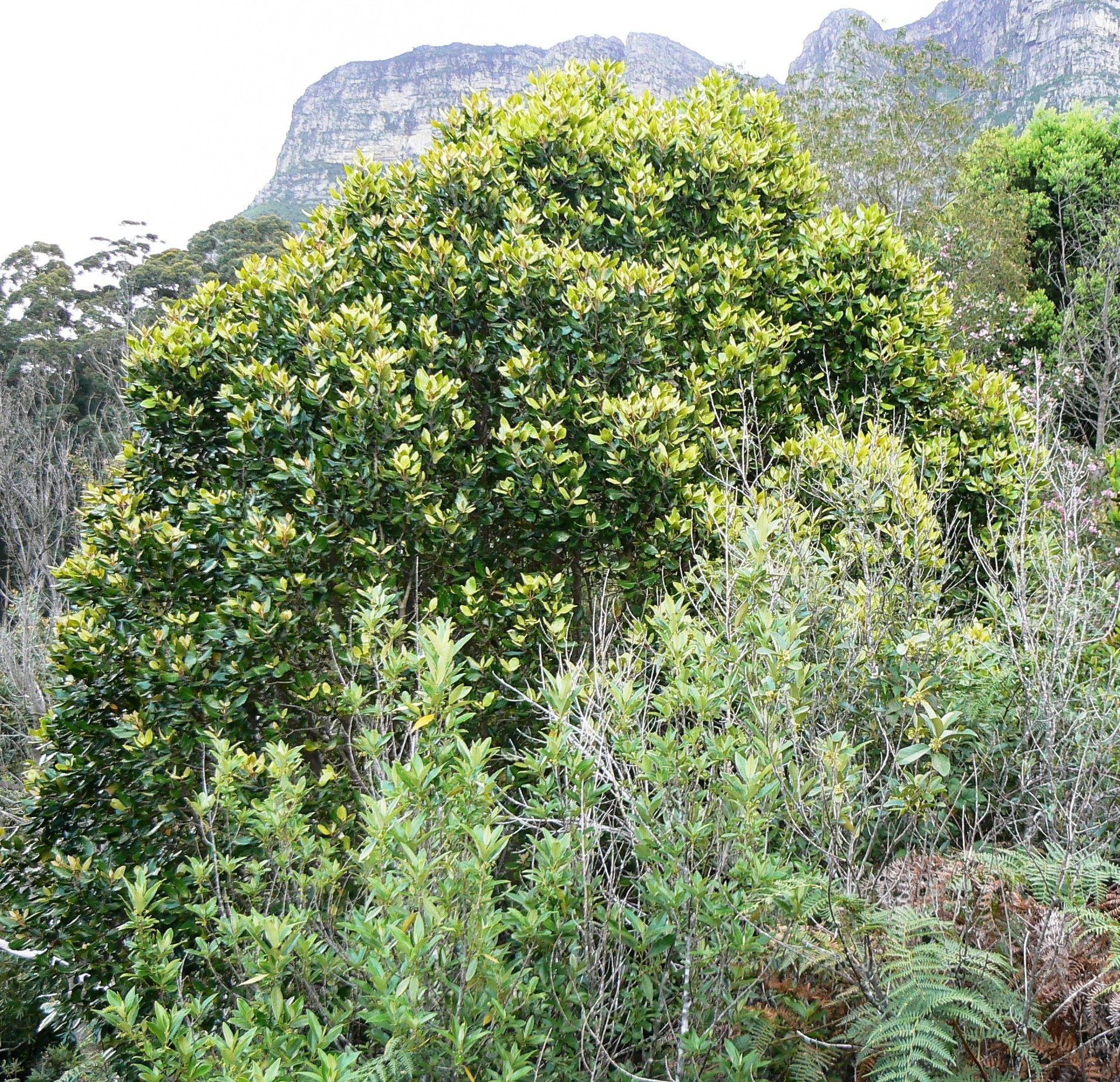
Curtisia dentata
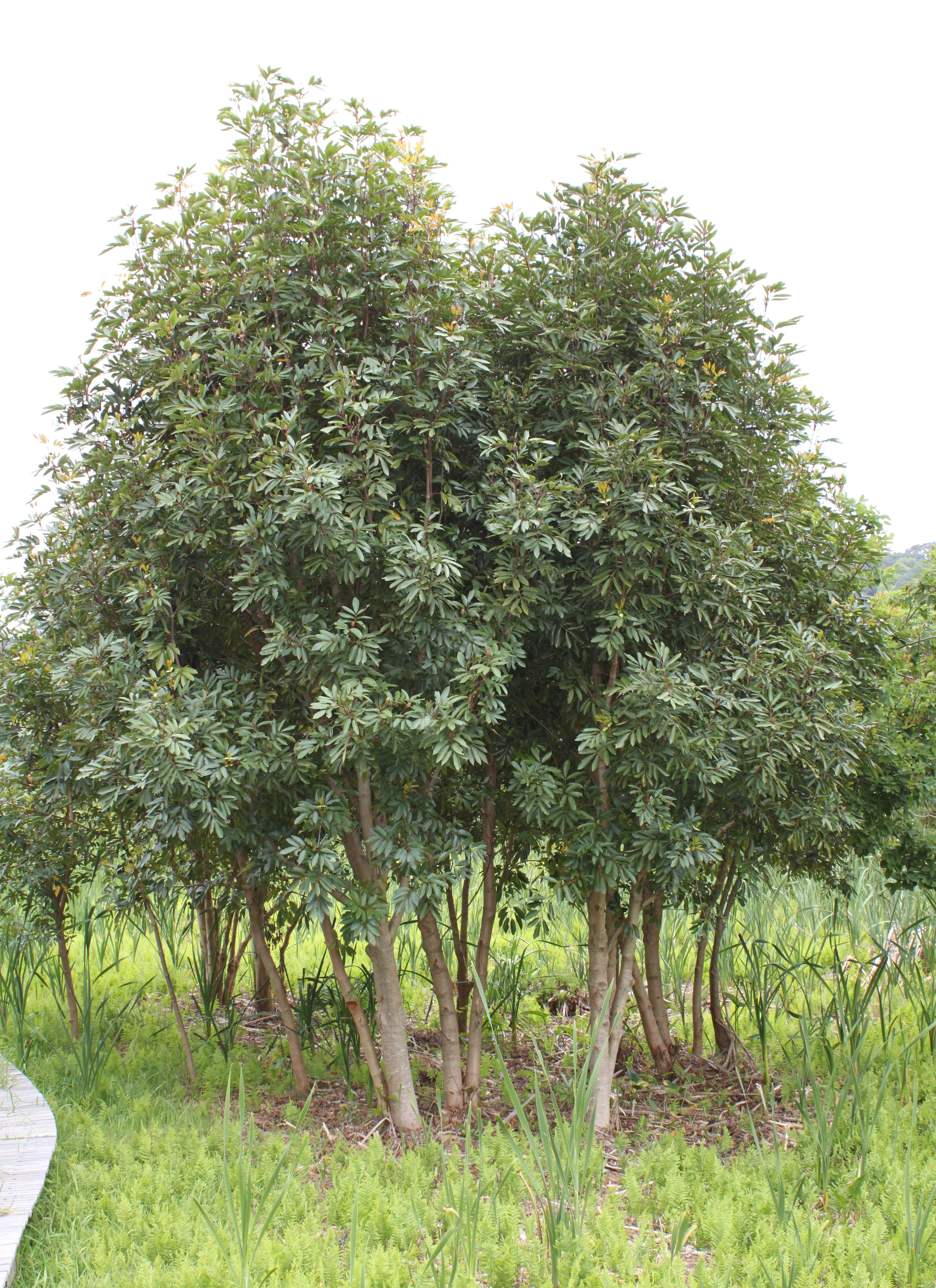
Cunonia capensis

## Faune
Les forêts abritent des éléphants de savane, des léopards d'Afrique, des guibs harnachés, des céphalophes bleus, des potamochères du Cap, entre autres mammifères. L'écorégion présente un riche assortiment d'oiseaux, notamment le presque endémique Touraco louri, des bouscarles de Knysna, des pics tigrés, des cossyphes choristes, des serins forestiers ; les oiseaux de proie sont représentés par l'aigle couronné et la chouette africaine. Les reptiles comprennent le Bradypodion damaranum, une espèce endémique de caméléon.

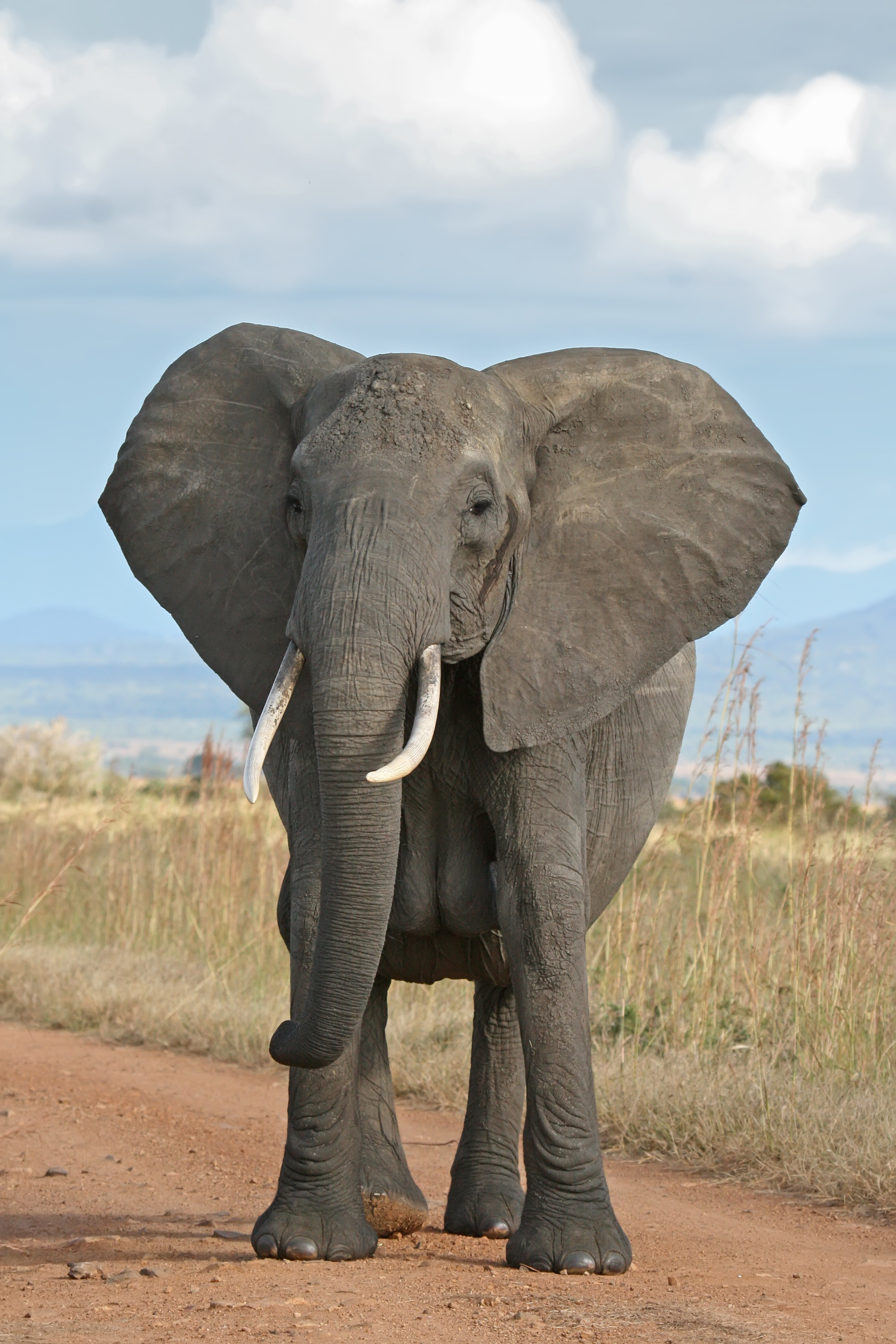
Éléphant de savane
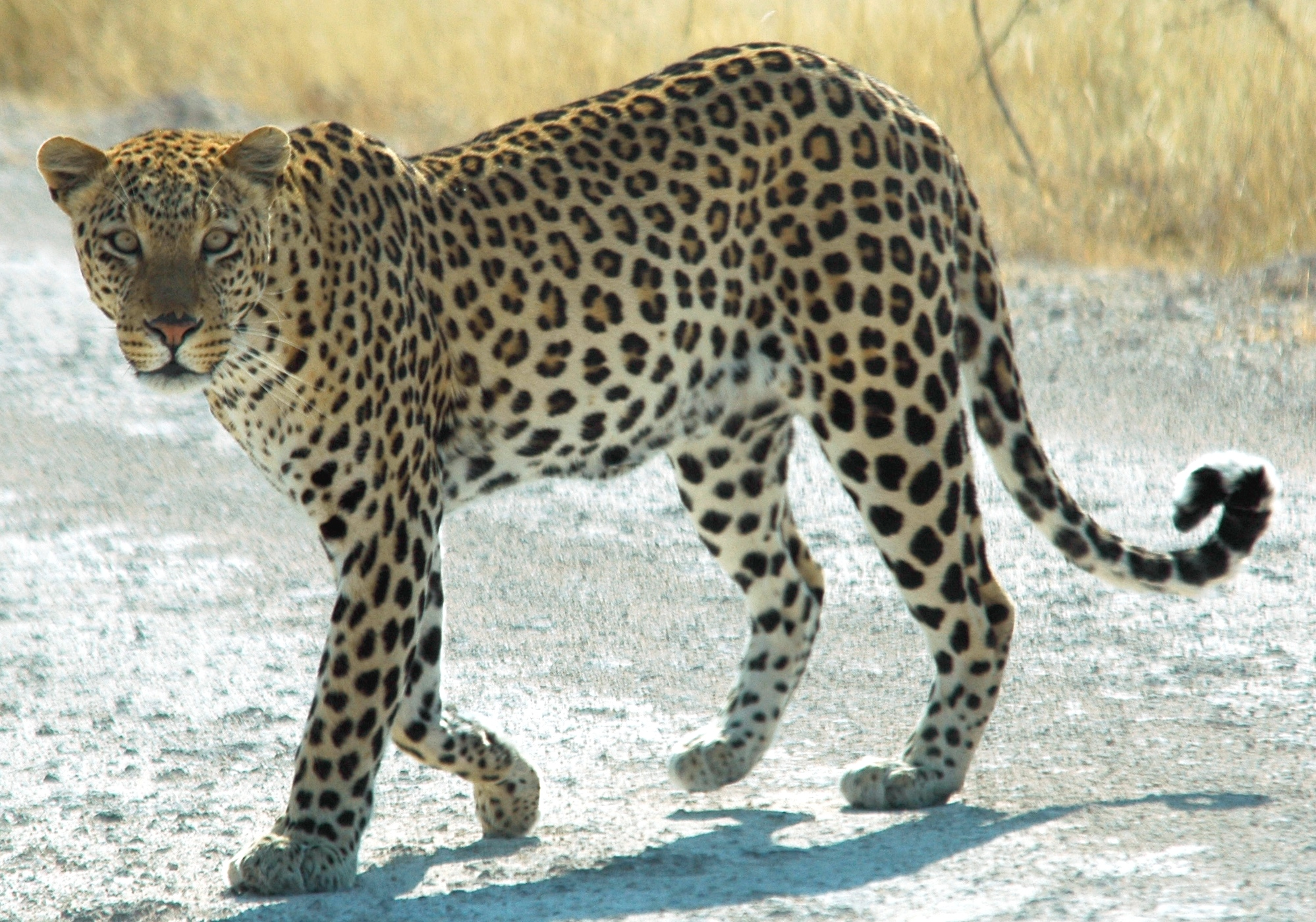
Léopard d'Afrique
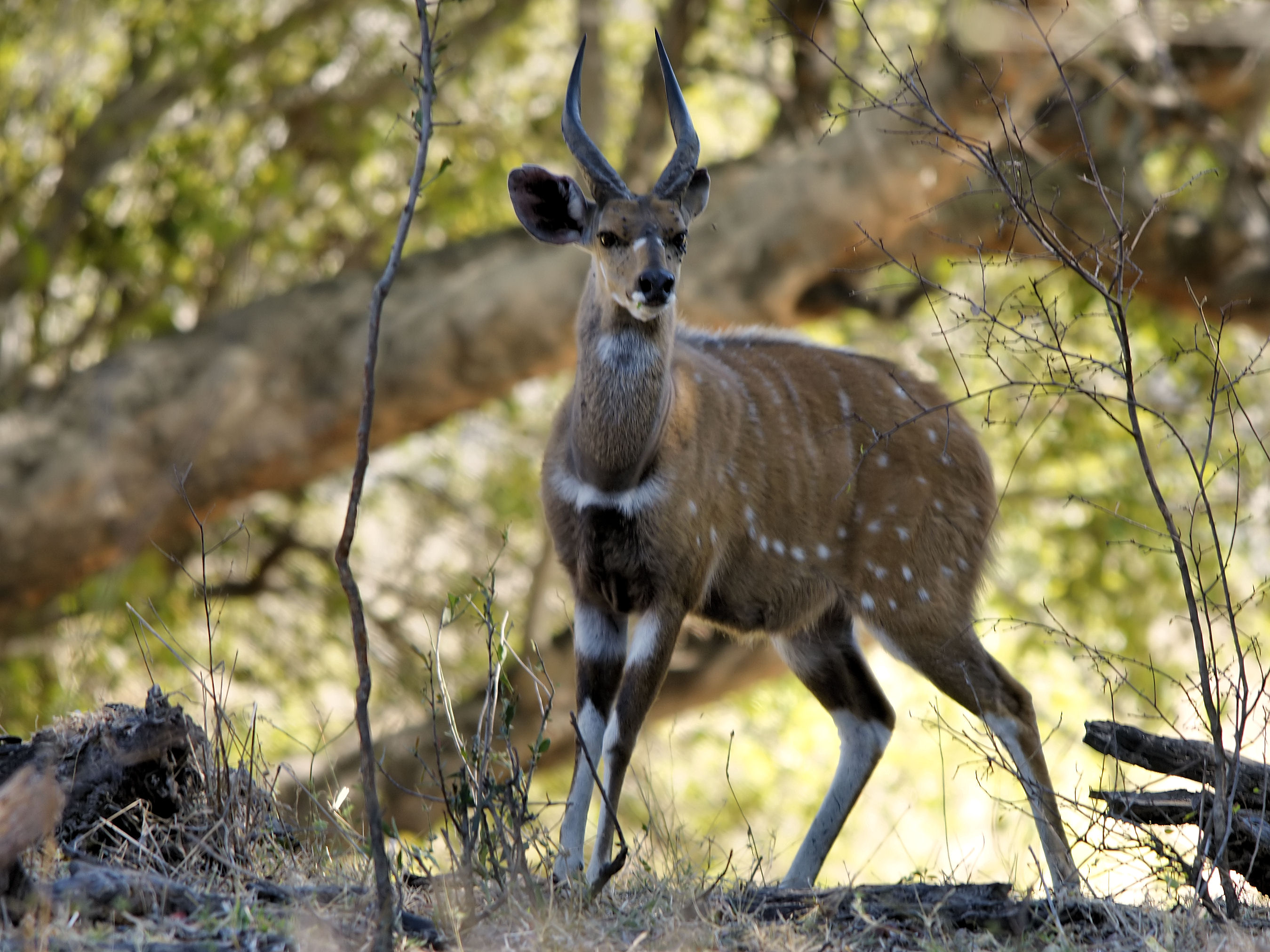
Guib harnaché
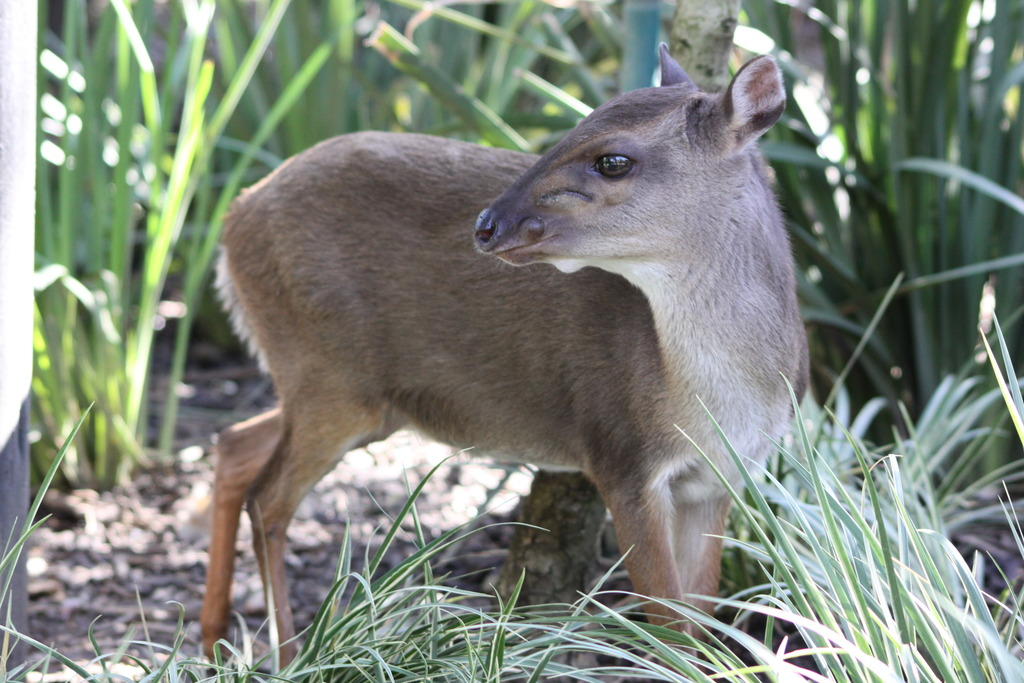
Céphalophe bleu
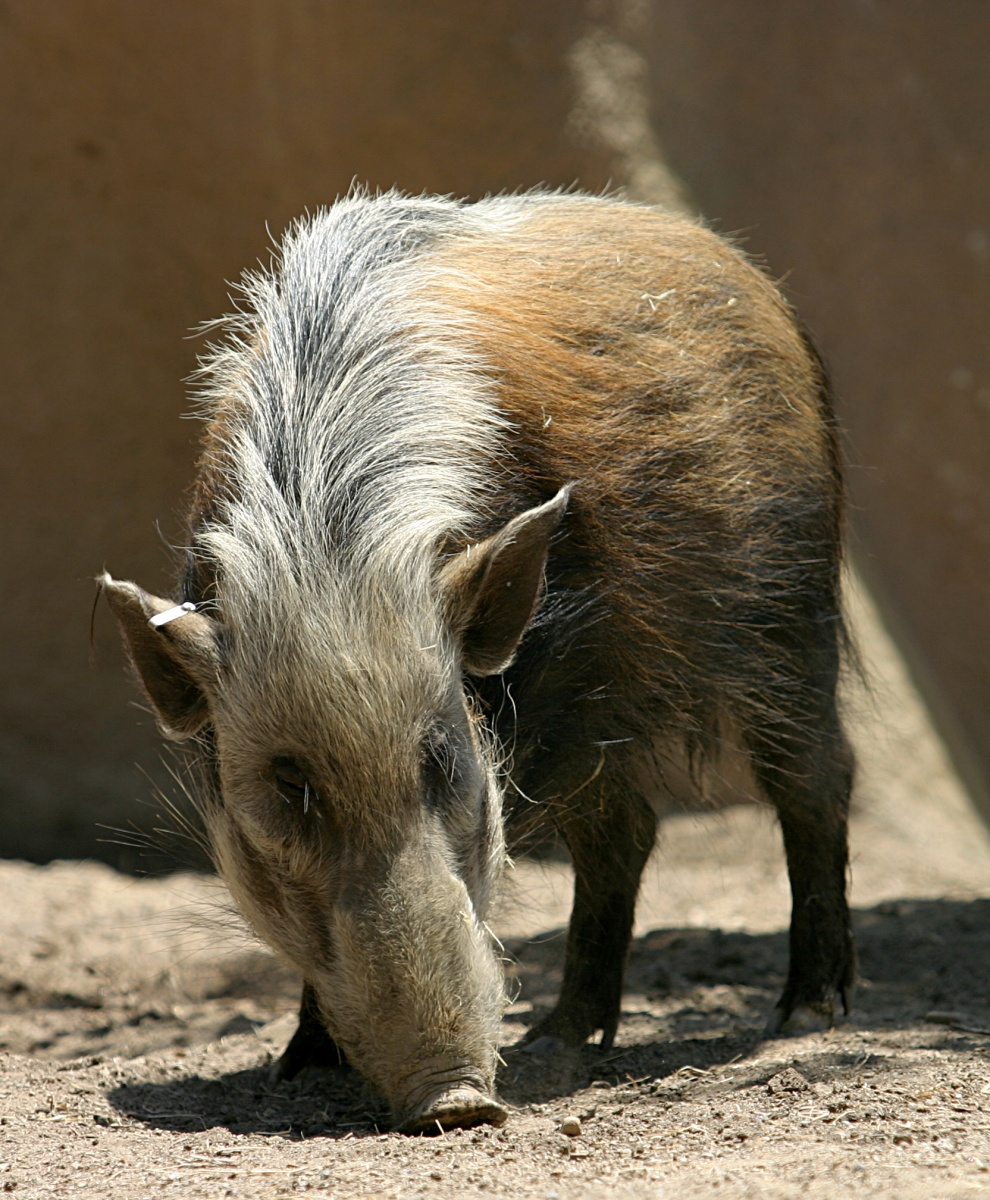
Potamochère du Cap
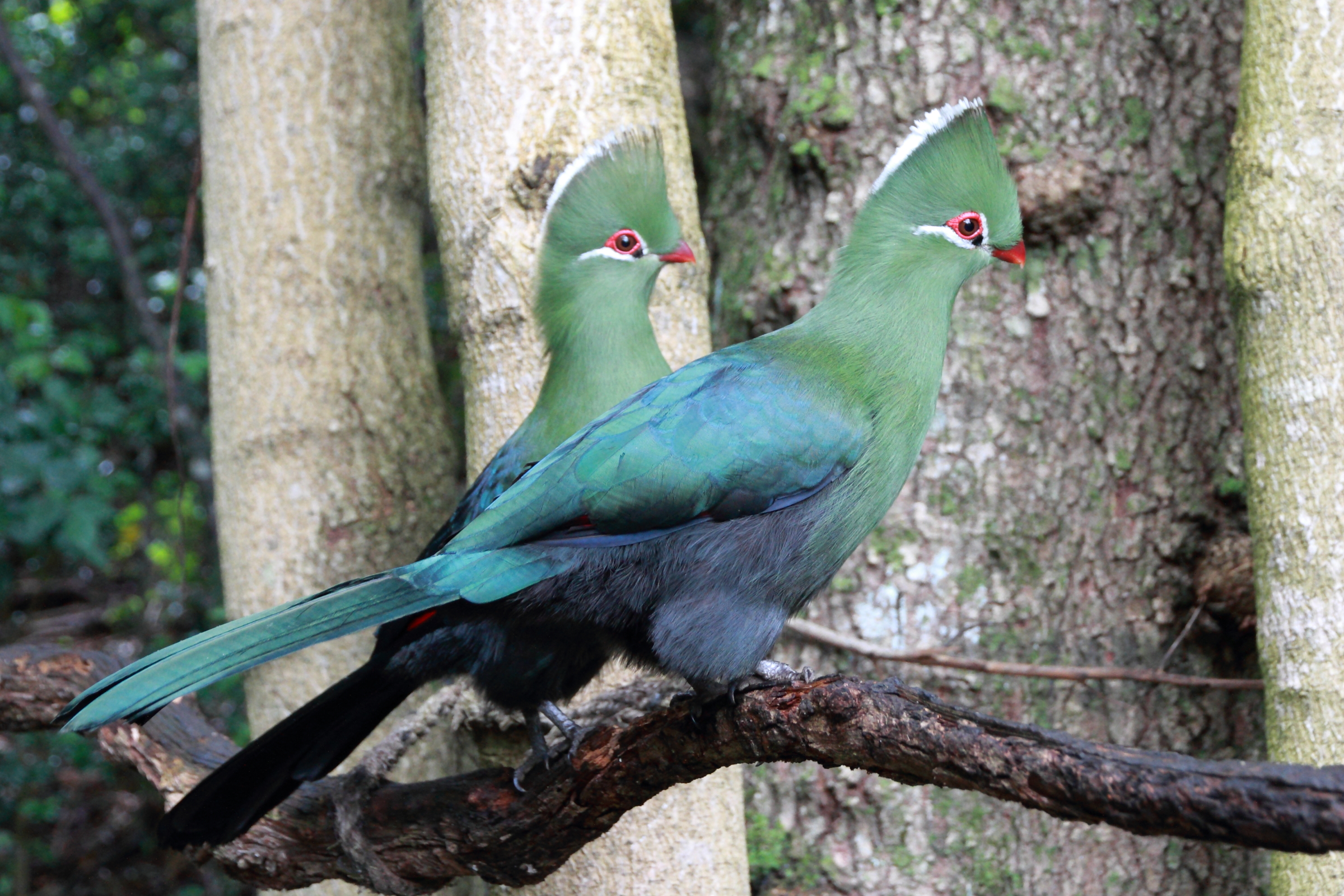
Touraco louri
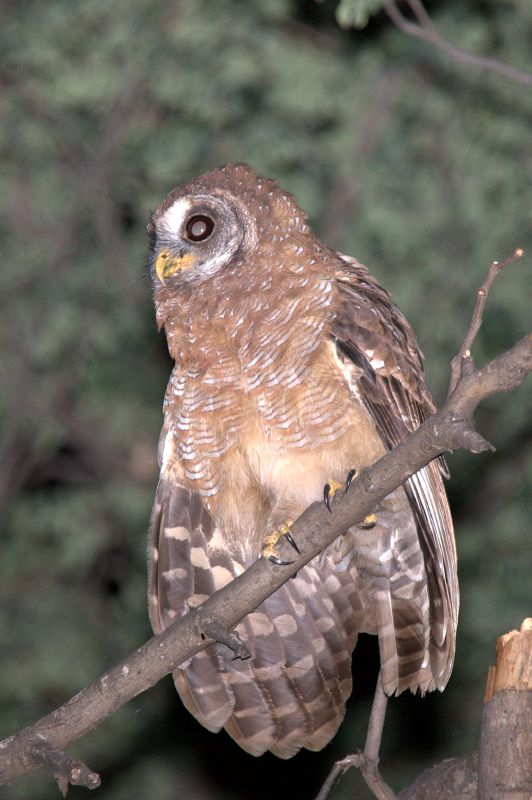
Chouette africaine
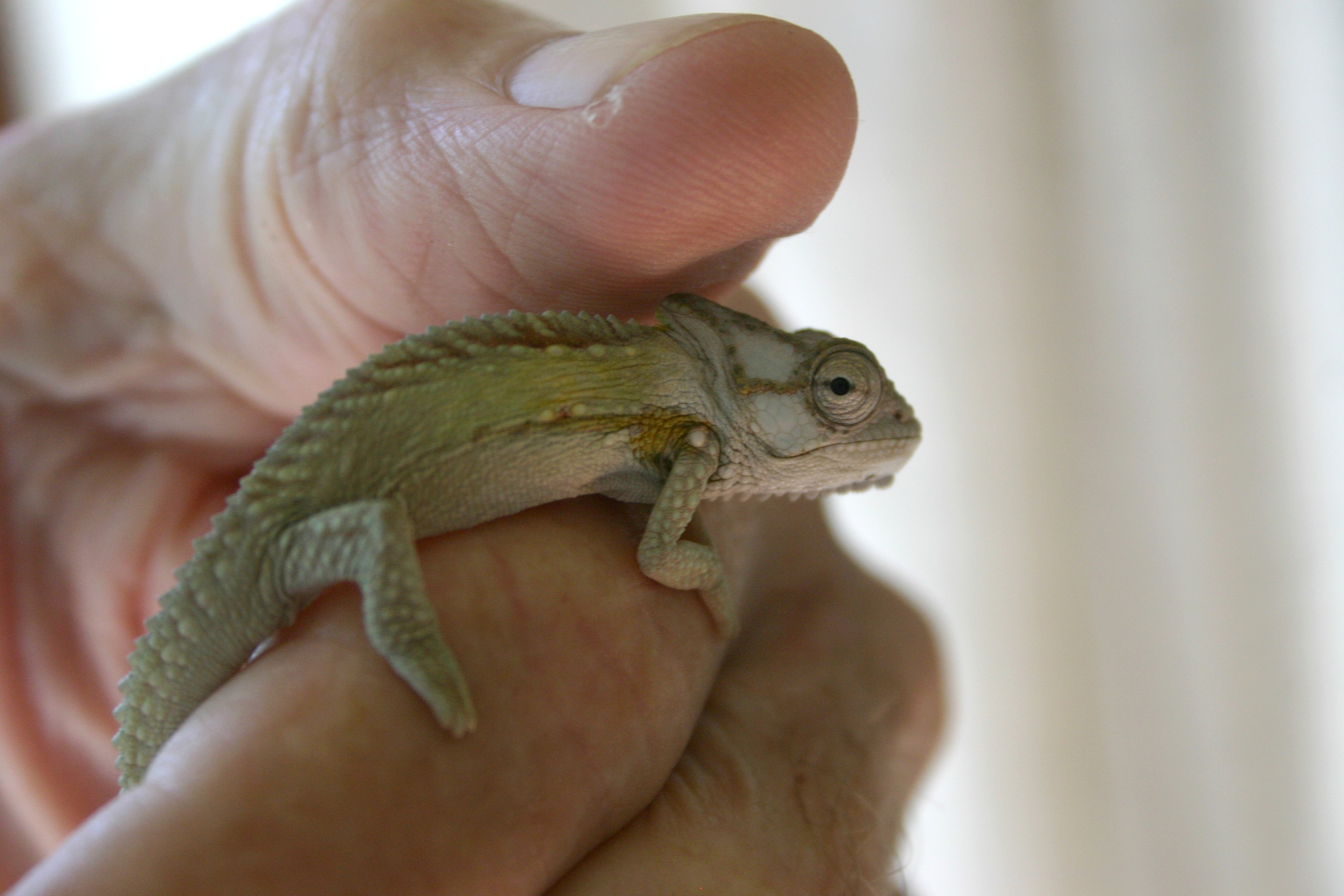
Caméléon nain de Knysna (Knysna dwarf chameleon)

## Conservation
Malgré la petite taille de l'écorégion, les forêts de Knysna et d'Amathole sont les plus grandes forêts d'un seul tenant (non fragmentées) d'Afrique du Sud.
La forêt de Knysna est exploitée pour ses bois précieux depuis le XVIIIe siècle, et celle d'Amathole l'est au xxe siècle. Depuis 1939 elles se trouvent majoritairement dans des zones protégées et résistent bien ; l'exploitation forestière, contrôlée, y est autorisée.